# Uggerby Klitplantage
Uggerby Klitplantage är en skog i Danmark. Den ligger i Region Nordjylland, i den norra delen av landet. Uggerby Klitplantage ligger på ön Vendsyssel-Thy.